# Gustav Nossal
Gustav Joseph Victor Nossal (n. 4 de junio de 1931) es un biólogo e investigador médico australiano. Es principalmente reconocido por sus importantes aportes al campo de la inmunología.

## Biografía
Gustav Nossal nació prematuramente por cuatro semanas en Bad Ischl, en Austria, mientras su madre estaba de vacaciones. Ya que sus abuelos paternos eran judíos, la familia Nossal debió abandonar Viena e irse a vivir a Australia cuando Gustav tenía ocho años de edad, tras el Anschluss en 1939.
Cuando asistió a su primera escuela en Australia, Nossal no sabía hablar inglés, pero en 1947 se graduó de la Escuela Secundaria St. Aloysius, en Sídney, como el mejor estudiante del colegio. En 1948, ingresó en la Facultad de Medicina de la Universidad de Sídney, graduándose posteriormente con altos honores. A los veintiséis años de edad, abandonó su empleo en Sídney y se mudó a Melbourne para trabajar con Macfarlane Burnet en Ciencias Médicas.
Nossal obtuvo su título de Doctor en Filosofía en 1960.

## Premios y reconocimientos
- 1970 - Comendador de la Orden del Imperio Británico por sus investigaciones médicas.[1]
- 1977 - Nombrado Caballero por sus importantes contribuciones al campo de la inmunología.[2]
- 1982 - Galardonado con la Medalla concedida por la Asociación Australiana y Neozelandesa para el Avance de la Ciencia.[3]
- 1989 - Obtuvo la Orden de Australia.[4]
- 1990 - Recibió el Premio Mundial de Ciencias Albert Einstein conferido por el Consejo Cultural Mundial y entregado a los investigadores que se han dedicado a sus áreas "trayendo verdaderos beneficios a la humanidad".
- 1996 - Obtuvo la Medalla Robert Koch,[5] el premio otorgado a quienes realicen avances significativos en ciencias biomédicas, particularmente en los campos de microbiología e inmunología.
- 1997 - Incluido en la lista de los cien australianos considerados "Tesoros australianos vivientes".
- 2000 - Nombrado Australiano del Año.
- 2001 - Recibió la Medalla Centenary[6]
- 2006 - Miembro honorario de la Monash University Golden Key Society
- 2007 - Se nombra en su honor al Instituto Nossal de la Salud Global[7] en la Universidad de Melbourne.